# Victor Kempster
Victor Kempster (* 14. Juli 1953 in den Vereinigten Staaten) ist ein US-amerikanischer Filmarchitekt.

## Leben
Kempster lernte die Filmbranche von der Pike auf kennen. Seit Mitte der 1970er Jahre ist er sukzessive als Produktionsassistent (bei „Zwischen den Zeilen“), Location Manager (bei „The Chosen“), Requisiteur (bei „Go Tell it to the Mountain“) und als Ausstatter (bei der Fernsehproduktion „Die Polizei-Chiefs von Delano“ und den Kinofilmen „Tödliche Beziehung“ und „Homefront“) nachzuweisen. Unter dem Chef-Designer Bruno Rubeo debütierte Kempster 1987 als einfacher Filmarchitekt (art director). 
Noch im selben Jahr durfte Kempster bei Roger Vadims Neuverfilmung eines eigenen Kinoklassikers von 1956, Adams kesse Rippe, erstmals als Chefarchitekt (production designer) eigenverantwortlich Filmbauten entwerfen. 1990 engagierte ihn der Regisseur Oliver Stone für das Verschwörungspolitdrama JFK – Tatort Dallas. Kempster blieb in der Folgezeit bis zur Jahrtausendwende ein fester Mitarbeiter in Stones Team und entwarf die Bauten zu einer Reihe von hochwertigen, bisweilen umstrittenen Prestigefilmen vom Schlage Natural Born Killers und Nixon.

## Filmografie (komplett)
- 1987: Adams kesse Rippe (Adam's Rib)
- 1987: Last Rites
- 1988: Geboren am 4. Juli (Born on the Fourth of July)
- 1989: Miss Daisy und ihr Chauffeur (Driving Miss Daisy)
- 1990: Kindergarten Cop
- 1991: JFK – Tatort Dallas (JFK)
- 1993: Zwischen Himmel und Hölle (Heaven & Earth)
- 1993: Natural Born Killers
- 1995: Nixon
- 1996: That Thing You Do!
- 1997: U-Turn – Kein Weg zurück (U-Turn)
- 1999: An jedem verdammten Sonntag (Any Given Sunday)
- 2000: It’s Showtime (Bamboozled)
- 2001: Banditen! (Bandits)
- 2002: Neid (Envy) (UA: 2004)
- 2005: Miami Vice
- 2007: Der Krieg des Charlie Wilson (Charlie Wilson‘s War)
- 2010: Larry Crowne
- 2012: Der Diktator (The Dictator)